# Hunger Games (serie di romanzi)

Logo della serie

Hunger Games è una serie di romanzi di fantascienza distopica e postapocalitica per ragazzi scritta da Suzanne Collins. La trilogia originale comprende Hunger Games (2008), La ragazza di fuoco (2009) e Il canto della rivolta (2010), a cui sono seguiti i prequel Ballata dell'usignolo e del serpente (2020) e L'alba sulla mietitura (2025). 

## Origini della storia
L'idea per la trilogia è basata sia su fonti storiche, sia su avvenimenti contemporanei. La principale ispirazione storica viene dal mito di Teseo e il minotauro, in cui sette ragazzi e sette ragazze di Atene vengono mandati, ogni nove anni, ad essere divorati dal minotauro. Questa situazione si ripeté fino a quando Teseo uccise il minotauro. Suzanne Collins, che ascoltò per la prima volta la storia quando aveva otto anni, rimase turbata dalla spietatezza della situazione. Disse: "Katniss è, a suo modo, un moderno Teseo". Un'altra fonte storica da cui Collins ha attinto sono le battaglie dei gladiatori nell'Antica Roma. Secondo lei ci sono tre elementi per creare un buon gioco: un governo spietato e potente, persone obbligate a combattere fino alla morte e che la battaglia sia fonte di divertimento per il popolo. Prima di partecipare agli Hunger Games, Katniss e gli altri tributi devono anche competere tra loro per fare colpo sugli sponsor, in modo da assicurarsi degli approvvigionamenti speciali (e talvolta, vitali) quando saranno nell'arena. Anche il concetto del pubblico che si affeziona ai concorrenti e decide è basato sui giochi romani dei gladiatori, in cui chi assisteva poteva sia rispondere con grande entusiasmo, o giocare un ruolo importante nell'eliminazione del concorrente.
Dal mondo contemporaneo ha preso invece l'idea del reality show. Gli Hunger Games non sono solo un intrattenimento, ma anche un modo di ricordare ai Distretti la loro prima ribellione. Collins afferma che una notte, mentre faceva zapping, le capitò di vedere spezzoni di reality e di programmi in cui la gente era in competizione per dei premi, e subito dopo dei filmati sulla guerra in Iraq. Le due cose si sono combinate "in modo inquietante" e ha così avuto le prime idee per la serie. Ha inoltre caratterizzato tutto il romanzo con la sensazione di paura che lei stessa provava quando suo padre era a combattere nella Guerra del Vietnam.

## Ambientazione

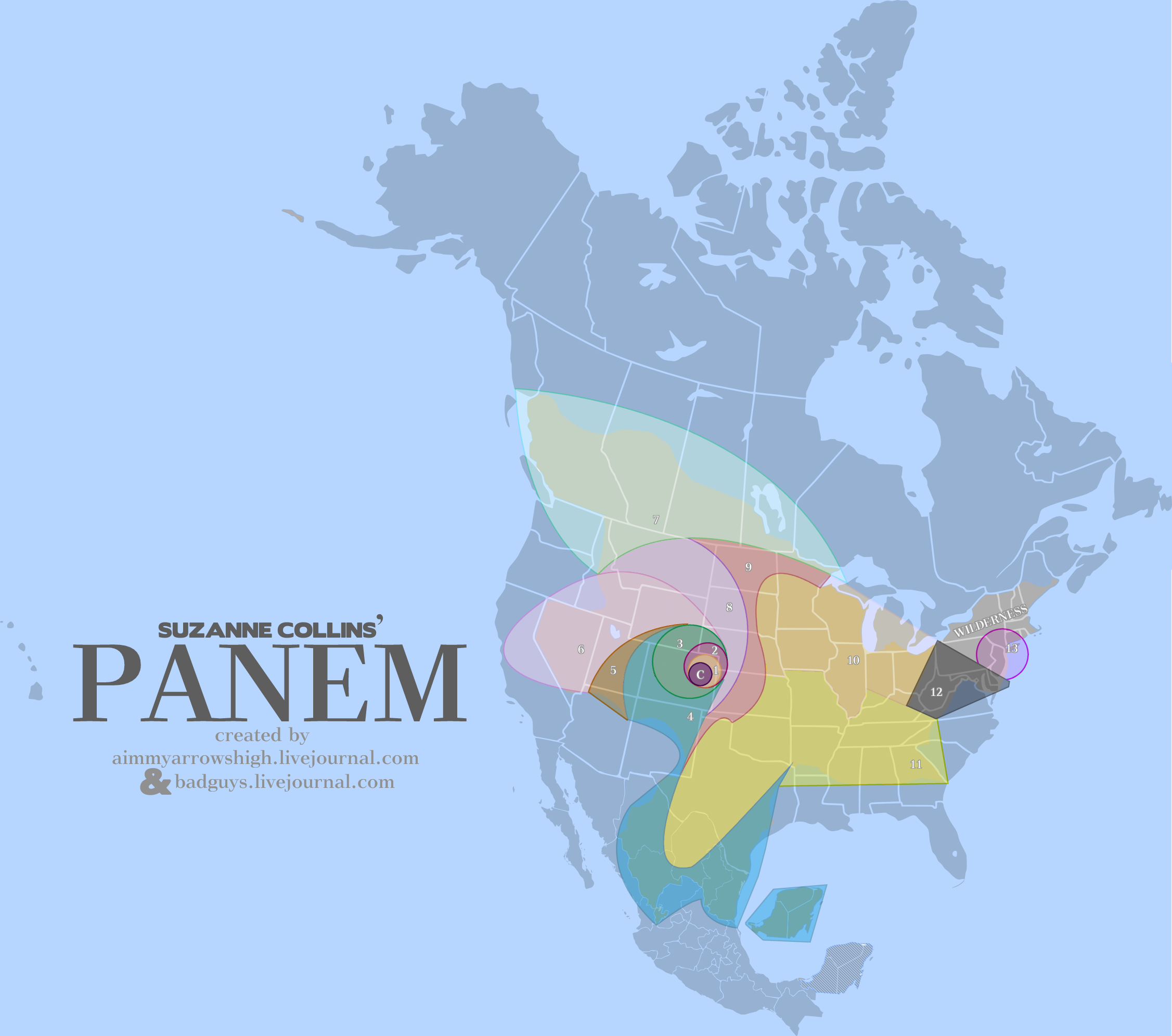
Mappa dell'America del Nord post-apocalittica, dove sorge Panem. I vari colori rappresentano i Distretti.

La vicenda degli Hunger Games si svolge in un futuro post apocalittico nel fittizio stato di Panem, che occupa pressappoco lo spazio geografico degli attuali Stati Uniti d'America. La capitale, Capitol City, si trova sulle Montagne Rocciose e tutto intorno ci sono dodici (precedentemente tredici) Distretti. Capitol City è una città ricca e moderna, mentre i Distretti si trovano a vari stadi di povertà. La narratrice delle vicende, Katniss Everdeen, abita nel Distretto 12, il più povero di tutti, precedentemente noto come Appalachia, in cui la gente muore di fame. Come punizione per la ribellione avvenuta molti anni prima delle vicende narrate nel libro, in cui il tredicesimo Distretto sarebbe stato annientato, ogni anno un ragazzo e una ragazza di ciascuno dei dodici Distretti rimanenti vengono estratti a sorte per partecipare agli Hunger Games. Si tratta di un evento televisivo, in cui i partecipanti, chiamati “tributi”, devono combattere in un'arena, uccidendosi a vicenda, fino a quando rimane un solo sopravvissuto, che sarà il vincitore. Chi vince viene ricompensato con denaro, cibo ed altre provviste, per sé e per il Distretto.
Lo scopo degli Hunger Games è di divertire gli spettatori di Capitol City e, allo stesso tempo, ricordare ai Distretti il potere della capitale.

## Struttura
Ogni libro della serie ha tre sezioni di nove capitoli ciascuna. Collins dice che questa struttura viene dal suo passato di drammaturga, in cui ha imparato a scrivere in tre atti. Ogni gruppo di nove capitoli viene considerato come una parte separata della storia. Anche la sua serie precedente (Gregor) è stata scritta con la stessa struttura, che le è familiare.

## Trama

### Trilogia originale

#### Hunger Games
Katniss Everdeen, una ragazza sedicenne del Distretto 12, si offre volontaria come Tributo al posto della sorellina Primrose. L'altro Tributo è Peeta Mellark, un ragazzo che è segretamente innamorato di Katniss. Il loro mentore è un ex vincitore alcolista, Haymitch Abernathy. Peeta confessa il suo amore per Katniss in diretta TV, e questo porta gli abitanti di Capitol City a dipingerli come innamorati sventurati e a tifare per loro. Haymitch prega Katniss di stare al gioco, per ottenere degli sponsor e avere maggiori possibilità di sopravvivenza nell'arena. Durante i Giochi, Katniss si allea con Rue, del Distretto 11, che le ricorda la sorella, ma la ragazzina viene presto uccisa. Katniss allora parte alla ricerca di Peeta perché, in seguito all'introduzione di una nuova regola, se gli ultimi due Tributi rimasti sono dello stesso Distretto vinceranno entrambi. Quando tutti gli altri Tributi sono morti, però, la regola viene revocata. Katniss convince allora Peeta a mangiare entrambi delle bacche velenose dette morsi della notte in modo che Capitol City non abbia un vincitore. I due vengono fermati appena in tempo e dichiarati entrambi vincitori. Durante e dopo Giochi, Katniss inizia a provare dei sentimenti per Peeta, ma è confusa perché le piace anche Gale. In seguito, quando diventa chiaro che Capitol City ce l'ha con lei per averli sfidati, Haymitch le chiede di proseguire con la commedia degli innamorati sventurati senza dirlo a Peeta.

#### La ragazza di fuoco
Il gesto di ribellione di Katniss ha innescato una reazione a catena che ha fatto iniziare la ribellione nei vari Distretti. Il Presidente Snow la minaccia di fare del male alla sua famiglia se Katniss non fermerà la rivolta mostrandosi innamorata di Peeta e non lo sposerà. Peeta intanto viene a conoscenza dei veri sentimenti di Katniss, ma sta al gioco per via della minaccia del Presidente Snow. Intraprendono il Tour della Vittoria e pianificano un matrimonio pubblico, ma Katniss inavvertitamente fomenta i ribelli. Il Presidente Snow annuncia la terza Edizione della Memoria degli Hunger Games, in cui Katniss e Peeta devono concorrere come ex vincitori. Seguendo i consigli di Haymitch, i due si alleano con altri Tributi e distruggono l'arena per poter scappare. Katniss viene salvata dai ribelli del Distretto 13, mentre Peeta e Johanna Mason vengono catturati da Capitol City. Katniss scopre che il Distretto 12 è stato bombardato, e che il capo dei ribelli è Plutarch Heavensbee, il capo degli Strateghi.

#### Il canto della rivolta
Katniss viene portata nel Distretto 13, che non è stato distrutto come affermato da Capitol City e si è invece sviluppato sottoterra, guidato dalla Presidente Alma Coin. La ragazza accetta di essere la Ghiandaia Imitatrice, simbolo della rivolta, a condizione che Peeta, Johanna, Annie ed Enobaria vengano salvati e non trattati come traditori. Quando Peeta viene salvato, si scopre che è stato depistato, cioè crede di odiare Katniss e cerca di ucciderla. Peeta poi si ristabilisce, e viene inserito nella squadra di Katniss, che ha la missione di recarsi a Capitol City per assassinare il Presidente Snow. Durante la missione, molti membri della squadra muoiono. Nelle vicinanze della villa di Snow, Katniss vede un gruppo di bambini che fanno da scudo all'entrata, e improvvisamente un hovercraft con le insegne di Capitol City inizia a lanciare bombe sulla folla, uccidendo i bambini e anche i medici recatisi lì per curarli, tra cui c'è anche Prim. Katniss, ferita nelle esplosioni, si risveglia dal coma e scopre che i ribelli hanno preso la villa di Snow e che il Presidente è imprigionato in attesa di essere giustiziato. Scopre anche che gli hovercraft erano pilotati dai ribelli, per far apparire Snow ancora più barbaro. Il giorno dell'esecuzione di Snow, Katniss lancia la sua freccia non al Presidente ma contro Alma Coin. Snow muore poco dopo soffocato dal suo stesso sangue mentre ride. Katniss viene processata, ma la giuria crede al suo psichiatra che la dipinge come mentalmente instabile. Può così tornare al Distretto 12. Nell'epilogo, 15 anni dopo, Peeta e Katniss sono sposati e hanno due figli, un maschio e una femmina.

## Personaggi principali
- Katniss Everdeen è la protagonista della serie. Concorre agli Hunger Games nei primi due libri. Diventa il simbolo della ribellione dei Distretti.
- Peeta Mellark è il protagonista maschile della serie, innamorato di Katniss da quando erano bambini. Partecipa anche lui ad entrambe le edizioni degli Hunger Games insieme a Katniss, poi viene rapito da Capitol City e in seguito salvato dai ribelli.
- Haymitch Abernathy è il protagonista della seconda storia prequel. È il mentore di Katniss e Peeta, alcolista. Vinse la 50ª edizione degli Hunger Games.
- Gale Hawthorne è il migliore amico di Katniss, e suo compagno di caccia.
- Effie Trinket è l'accompagnatrice di Katniss e Peeta. Viene da Capitol City, veste in modo eccentrico e parla con l'accento della capitale.
- Primrose Everdeen è la dolce e amorevole sorellina dodicenne della protagonista Katniss. Aiuta la madre a guarire i feriti e i malati del Distretto.
- Coriolanus Snow è l'antagonista principale della serie e il protagonista della prima storia prequel. È il tirannico e dispotico presidente di tutta Panem.
- Alma Coin è l'antagonista principale della terza e ultima storia della trilogia originale, e la leader del Distretto 13.
- Volumnia Gaul è l'antagonista principale della prima storia prequel, e una scienziata malvagia, capostratega e membro del dipartimento della guerra.
- Cinna è lo stilista di Katniss. Disegna per lei i vestiti che indossa alle interviste prima dei Giochi e l’armatura per la guerra.
- Finnick Odair è il Tributo del Distretto 4 ne La ragazza di fuoco. Si unisce poi ai ribelli.

## Adattamenti cinematografici
I diritti di distribuzione per il film sono stati acquisiti da Lionsgate Entertainment. Il libro è stato adattato dalla Collins stessa, insieme a Gary Ross. Il primo film è uscito nelle sale il 23 marzo 2012. Nel cast troviamo Jennifer Lawrence (nel ruolo della protagonista Katniss Everdeen), Josh Hutcherson (nel ruolo di Peeta Mellark), Liam Hemsworth (nel ruolo di Gale Hawthorne) e Donald Sutherland (nel ruolo del Presidente Coriolanus Snow).
Il secondo film, Hunger Games: La ragazza di fuoco, è uscito il 22 novembre 2013. Non è diretto da Gary Ross ma da Francis Lawrence. Lawrence ha diretto anche Hunger Games: Il canto della rivolta, diviso in due parti: la prima parte è uscita il 20 novembre 2014 (21 novembre negli Stati Uniti), mentre la seconda il 19 novembre 2015 (20 novembre negli Stati Uniti).
Il film prequel, Hunger Games - La ballata dell'usignolo e del serpente, è uscito il 17 novembre 2023. Nel cast troviamo Tom Blyth (nel ruolo del giovane Presidente Coriolanus Snow), Rachel Zegler (nel ruolo di Lucy Gray Baird), Viola Davis (nel ruolo della dottoressa Volumnia Gaul) e Peter Dinklage (nel ruolo del decano Casca Highbottom).